# Light & Lust (アルバム)
『Light & Lust』（ライト・アンド・ラスト）は、DEAD ENDのボーカル・MORRIEのソロプロジェクト、Creature Creatureの1作目のアルバム。2006年8月30日発売。発売元はDanger Crue Records。

## 解説
Creature Creatureのデビューアルバムで、レギュラーゲストとしてMinoru(ex.BUG)、tetsuya(L'Arc〜en〜Ciel)が参加している。プロデューサーにはDEAD ENDのアルバムを手がけた岡野ハジメが参加している。
初回版は紙パッケージになっている。

## 収録曲
1. MABOROSHI
  - 作詞:Morrie / 作曲:Minoru
2. Red
  - 作詞:Morrie / 作曲:Minoru

シングル曲。
3. 星憑き
  - 作詞・作曲:Morrie

「天嘉 -四- [DANGER IV]」で披露された曲。
4. パラダイス
  - 作詞:Morrie / 作曲:tetsu & Morrie

シングル曲。ギターソロをDEAD ENDの足立祐二が担当。
5. ゾーン
  - 作詞・作曲:Morrie

ギターソロをDEAD ENDの足立祐二が担当。
6. 天醜爛漫
  - 作詞・作曲:Morrie

DEAD ENDのCRAZY COOL JOEがベースを担当。また、Morrieの妻でバイオリニストのHeather Paauweが参加している。
7. 千の闇夜に
  - 作詞・作曲:Morrie
8. 風の塔
  - 作詞:Morrie / 作曲:tetsu

シングル曲。MORRIEのソロアルバムにも参加した森園勝敏がリード･ギターとソロを担当。
9. COSMOS BLACKNESS
  - 作詞:Morrie & Heather / 作曲:Morrie

DEAD ENDの湊雅史がドラムを担当。
10. LIGHTS
  - 作詞:Morrie & Heather / 作曲:Morrie
11. 春の機械
  - 作詞・作曲:Morrie

「天嘉 -四- [DANGER IV]」で披露された曲。DEAD ENDの湊雅史がドラム、森園勝敏がリード・ギターとソロを担当。

## 参加ミュージシャン
- Morrie：Vocal, Guitars(M-3,4,5,6,7,9,10,11),Keyboards(M-6)
- Minoru：Guitars(M-1,2,3,4,5,7,8,9,10,11),Keyboards(M-1),Programing(M-1)
- tetsu：Bass(M-1,2,3,4,5,7,8,9,10,11),Backing Vocal(M-4,8),Guitars(M-8)
- 真矢：Drums(M-2,3,4,7)
- CRAZY COOL JOE：Bass(M-6)
- 足立祐二：Guitars(M-4,5)
- 湊雅史：Drums(M-9,11)
- 岡野ハジメ：Guitar(M-4,8),Percassion(M-4)
- 森園勝敏：Guirat(M-8,11)
- 小池敦：Keyboard(M-8),Programing(M-4,8)
- 佐野康夫：Drums(M-5,6)
- 菅原弘明：Keyboard(M-6,11)
- Heather Paauwe：Violin(M-6),Backing Vocal(M-7)
- 是永巧一：Guitar(M-9,10)
- 村石雅行：Drums(M-10)